# Giovanni Schiaparelli
Giovanni Virginio Schiaparelli (Savigliano, 14 de março de 1835 — Milão, 4 de julho de 1910) foi um astrónomo italiano, que (inadvertidamente) popularizou a falsa ideia de canais artificiais na superfície de Marte. Foi o primeiro a criar um mapa daquele planeta.

## Carreira
Estudou na Universidade de Turim e no Observatório de Berlim. Trabalhou mais de quarenta anos no Observatório Astronômico de Brera. 
Dentre as contribuições de Schiaparelli estão suas observações telescópicas de Marte. Em suas observações iniciais, ele nomeou os "mares" e "continentes" de Marte. Ele observou uma densa rede de estruturas lineares sobre a superfície de Marte, que ele chamava de "canali", em italiano "estreito". O termo indica tanto uma construção artificial como uma configuração natural do terreno. A partir disto, diversas hipóteses sobre a vida em Marte derivados dos "canais" logo se tornaram famosas, dando origem a ondas de hipóteses, especulação e folclore sobre a possibilidade de vida lá. Entre os mais fervorosos apoiantes dos canais artificiais estava o célebre astrônomo americano Percival Lowell que passou grande parte de sua vida tentando provar a existência de vida inteligente no planeta vermelho. Mais tarde, porém, graças às observações do astrônomo italiano Vicenzo Cerulli, foi possível determinar que os famosos canais eram realmente simples ilusões ópticas. 

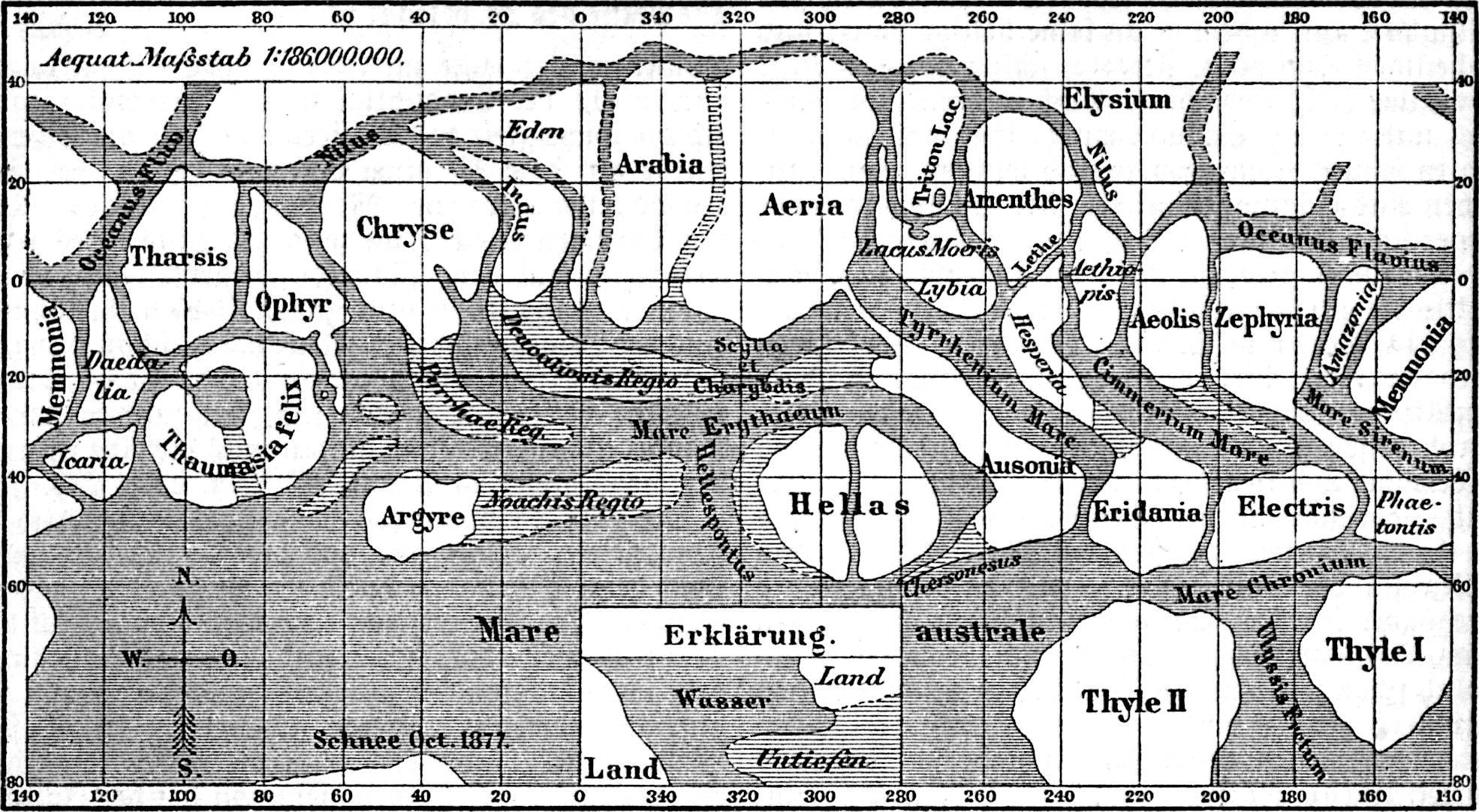
Mapa de Marte por Giovanni Schiaparelli

Em seu livro Vida em Marte, Schiaparelli escreve: "Ao invés de canais de verdade, uma forma familiar para nós, temos de imaginar depressões no solo que não são muito profundas, prorrogadas em uma direção reta de milhares de quilômetros, mais uma largura de 100, 200 km e talvez mais. Eu já assinalei que, na ausência de chuva em Marte, estes canais são provavelmente o principal mecanismo pelo qual a água (e com ela a vida orgânica) podem se espalhar sobre a superfície seca do planeta".
Tio-avô da estilista italiana Elsa Schiaparelli.

## Publicações selecionadas
- Sulla determinazione della posizione geografica dei luoghi per mezzo di osservazioni astronomiche (em italiano). Milão: [s.n.] 1872
- 1873 – Le stelle cadenti (The Falling Stars)
- Osservazioni sulle stelle doppie (em italiano). Milão: Hoepli. 1888
- Sulla distribuzione apparente delle stelle visibili ad occhio nudo (em italiano). Milano: Hoepli. 1889. Bibcode:1889sdas.book.....S
- 1893 – La vita sul pianeta Marte (Life on Mars)
- 1925 – Scritti sulla storia della astronomia antica (Escritos sobre a História da Astronomia Clássica) em três volumes. Bolonha. Reimpressão: Milão, Mimesis, 1997.

### Obituários
- AN 185 (1910) 193/194 (em italiano)
- ApJ 32 (1910) 313
- MNRAS 71 (1911) 282
- PASP 22 (1910) 164